# Tirstrup
Tirstrup er en lille by på Djursland med 442 indbyggere  (2024), beliggende i Tirstrup Sogn, ca. 44 kilometer fra Aarhus, 13 kilometer fra Ebeltoft, og knap 18 kilometer fra Grenaa. Byen ligger i Syddjurs Kommune og hører til Region Midtjylland.
Området ved Tirstrup, er hjemsted for Aarhus Lufthavn, tidligere kaldet Tirstrup Lufthavn.
I byen findes desuden Tirstrup Idrætsefterskole.
Den sydlige gennemgående landevej, rute 15, hen over Djursland, der forbinder Aarhus med Grenaa, går gennem Tirstrup.
Syd for byen ligger et sommerhusområde, som bidrager til handel i byen.